# Greenidea sinensis
Greenidea sinensis är en insektsart som beskrevs av Raychaudhuri, D.N. 1956. Greenidea sinensis ingår i släktet Greenidea och familjen långrörsbladlöss. Inga underarter finns listade i Catalogue of Life.